# Aléxis Galanós
Aléxis Galanós (en grec : Αλέξης Γαλανός; né le 30 août 1940 à Limassol (Chypre) et mort le 15 juillet 2019 à Cos (Grèce)) est un homme politique chypriote. 

## Biographie
Aléxis Galanós fit des études d’économie et de sociologie au King's College de Londres ainsi que des études de droit à l’Inner Temple.
Il fut l’un des fondateurs du  Parti démocrate. 
De 1991 à 1996, il fut président du Parlement de Chypre.